# Kahlkogel
Kahlkogel är ett berg i Österrike, på gränsen till Slovenien. Det ligger i distriktet Villach-Land och förbundslandet Kärnten, i den sydöstra delen av landet. Toppen på Kahlkogel är 1 834 meter över havet. Över åsen där berget ingår finns en vandringsled.
Kring Kahlkogel finns kala ställen och bergsängar samt i lägre delar blandskog.